# Ayako Sasō
 (août 2025).
Si vous disposez d'ouvrages ou d'articles de référence ou si vous connaissez des sites web de qualité traitant du thème abordé ici, merci de compléter l'article en donnant les références utiles à sa vérifiabilité et en les liant à la section « Notes et références ».
Ayako Sasō (佐宗 綾子, Sasō Ayako, née le 5 mars 1967 dans la préfecture de Miyazaki, Japon) est une compositrice de musique de jeux vidéo, elle est surtout connue pour être la principale collègue du compositeur Shinji Hosoe. Elle est rarement seule à la réalisation des bande sons, à l'exception de Rolling Thunder 2 en 1990.

## Biographie
Ayako Sasō commence à jouer à l'âge de 7 ans, passionnée par la musique, elle intègre quelques groupes musicaux lors qu'elle était étudiante. En 1987, elle gagne le prix d'argent d'un concours de musique organisé par Yamaha. Particulièrement intéressée par les jeux vidéo, elle intègre Namco à la fin des années 1980 et fera la connaissance de Shinji Hosoe, avec lui, elle crée la bande son pour divers jeux tel que Rolling Thunder 2, Galaxian3 et la série des Ridge Racer. En 1995, elle quitte Namco pour rejoindre Arika. En 2000, Shinji Hosoe crée Super Sweep, c'est tout naturellement qu'Ayako Sasō rejoindra la société de son collègue. Elle continue toujours aujourd'hui à composer des bandes sons pour des jeux mais se concentre principalement sur la création d'effets sonores.

## Musique
Les premiers travaux musicaux d'Ayako Sasō sont très influencés par le jazz, durant sa période dans les années 1990, la musique techno est très présent dans son style, elle sait cependant varier ses styles (rock, trance, dance…). Ses influences musicales sont la dance, Fumitaka Anzai, John Williams, Alfred Reed, Duran Duran, Shakatak, Jimmy Smith, Yellow Magic Orchestra, Casiopea, T-Square, Michael Jackson, Glenn Miller Orchestra, Prodigy, Holy Noise et les groupes indépendants des années 1980.